# Albert Benz (Architekt, Deutschland)

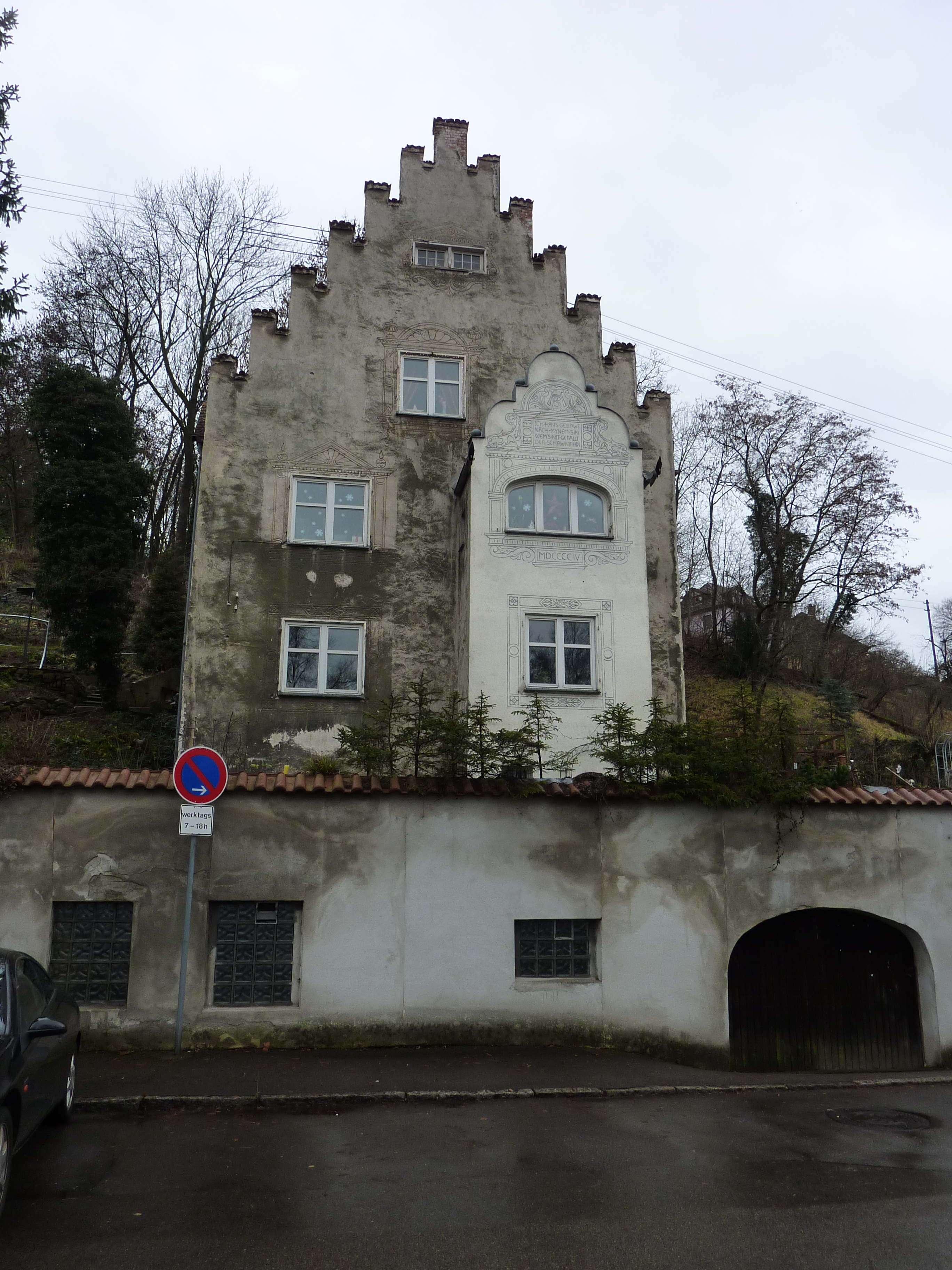
Benz’ Wohnhaus aus dem Jahr 1904

Albert Benz (* 19. Juli 1877 in Esslingen am Neckar; † 1944 (verschollen, 1959 für tot erklärt)) war ein deutscher Architekt und NS-Opfer.

## Leben
Albert Benz studierte von 1892 bis 1897 an der Baugewerkschule in Stuttgart und absolvierte gleichzeitig eine Steinhauer- und Zimmermannslehre in Esslingen. Während des Studiums arbeitete er zudem als Bauzeichner und von 1897 bis 1899 als Bauführer in Stuttgart bei Lambert & Stahl. 1899 machte er sich als Architekt selbständig.
In Württemberg baute Benz neben einigen Geschäftshäusern hauptsächlich Villen, die meisten in Esslingen am Neckar. Auch führte er zahlreiche denkmalpflegerische Restaurierungen aus. In dieser Hinsicht erwies er sich als späthistoristischer, stilsicherer Nachahmer.
Seit 1896 publizierte er Artikel zur Architektur- und Kulturgeschichte, vornehmlich zu Esslingen. Hier war er auch von 1902 bis 1910 Stadtarchivar (Stadtarchiv Esslingen). Im selben Jahr ging er in Konkurs, nachdem sich Gerüchte über Setzungen und einen Mauerriss an einer jüngst von ihm fertiggestellten Villa an der Berkheimer Straße in Esslingen verbreiteten. Wahrscheinlich aber hatte sich Benz mit seinen zahlreichen Projekten finanziell übernommen.
Im Herbst 1910 verließ er Esslingen und zog mit seiner Frau und Kindern nach China, dort zunächst für ein Berliner Architekturbüro arbeitend. Unter anderem war er in Peking am Neubau des Parlamentsgebäudes beteiligt. Ein Projekt, das nie zur Ausführung gelangte. Von 1914 bis 1917 hielt er als Professor an der Pekinger Reichsuniversität Vorlesungen. In China lebte und arbeitete er in mehreren Städten und baute Villen. Nicht verifizieren lässt sich die Behauptung, dass er den Bahnhof von Nanjing erbaut haben soll. Vielmehr dürfte es sich um eine Beteiligung am Bau des Bahnhofs von Jinan handeln, der 1912 von dem Architekten Hermann Fischer fertiggestellt wurde. 1919 kehrte Benz, nachdem er aus China ausgewiesen worden war, mit seiner Familie nach Esslingen zurück.
Als seine Bewerbung um den Posten des Stadtarchivars von Stuttgart erfolglos blieb, zog Benz 1923 mit seinen älteren Kindern in die Vereinigten Staaten, während seine Ehefrau und seine jüngste Tochter in Esslingen blieben. Zunächst war er in einem Konstruktionsbüro für Fabrikarchitektur angestellt und gründete später die Benz Construction Company in Philadelphia. 1931 kehrte Benz aus unbekannten Gründen nach Deutschland zurück. 1932 errichtete er sein letztes Wohnhaus in Esslingen. 1934 wurde er Mitarbeiter des Stuttgarter Stadtarchivs. Spätestens 1937 erlangte er wieder die deutsche Staatsangehörigkeit.

### Die letzten Jahre in Prag
Ab 1938 übernahm er Aufträge für die Wehrmacht. Im Mai 1939 ist er in Melk nachweisbar. Monate nach der sogenannten Zerschlagung der Rest-Tschechei zog er nach Prag, wo er an der Deutschen Universität studierte und als Assistent Vorlesungen hielt. 1940 ist er in Prag als "Leiter der Abteilung Natur- und Denkmalschutz" nachweisbar. Hauptsächlich aber lebte er zwischen 1940 und 1943 von seiner Beteiligung an dem Auktionshaus Kaul & Benz in der Zeltnergasse 13 (Celetná 13) im Palais Caretto-Millesimo (Millesimovský palac). Seine Partnerin Hanna Kaul war Kunsthändlerin und lebte in Dresden. Undurchsichtig bleibt seine gleichzeitige Tätigkeit als "Kunstschätzer" für die um Raubkunst untereinander rivalisierenden NS-Behörden. Im Oktober 1942 geriet er bei der Gestapo in Prag unter Verdacht, den Wert verschiedener Kunstwerke falsch eingeschätzt und sich bereichert zu haben. Hans Günther, Leiter des Zentralamts für die Regelung der Judenfrage, der eine Zeitlang seine Hand schützend über Benz gehalten hatte, verlangte im März 1943, ihn zur Verantwortung zu ziehen. Benz verlor seine Genehmigung zum Schätzen und wenig später seine Teilhabe am Auktionshaus. Er wehrte sich, wandte sich an höchste Protektoratsstellen und an den SS-Obergruppenführer und General der deutschen Polizei Richard Hildebrandt, den er bereits 1928 in New York kennengelernt hatte. Unter anderem beschuldigte er die deutschen Behörden der Untätigkeit, Unordnung und Faulheit und dass sie damit indirekt die Tschechen beschützen würden. Im September 1943 wurde Benz in Schutzhaft genommen, offensichtlich wegen "Beleidigung der NSDAP". Die vor wenigen Jahren öffentlich getätigten Mutmaßungen, Benz habe möglicherweise gegen die Konfiszierung des Besitzes jüdischer Kunstsammler Protest eingelegt und Kontakte zu Widerstandskämpfern gepflegt, können daher von der jüngeren tschechischen und deutschen Forschungsliteratur nicht bestätigt werden.
Am 4. April 1944 wurde er mit einem Sondertransport von Leipzig in das KZ Sachsenhausen verbracht. Dort verliert sich seine Spur. In seiner letzten, nach Esslingen geschmuggelten Postkarte aus dem Konzentrationslager schrieb Benz, er befinde sich in bester Gesellschaft. 1959 wurde Albert Benz für tot erklärt.

## Bauten (Auswahl)

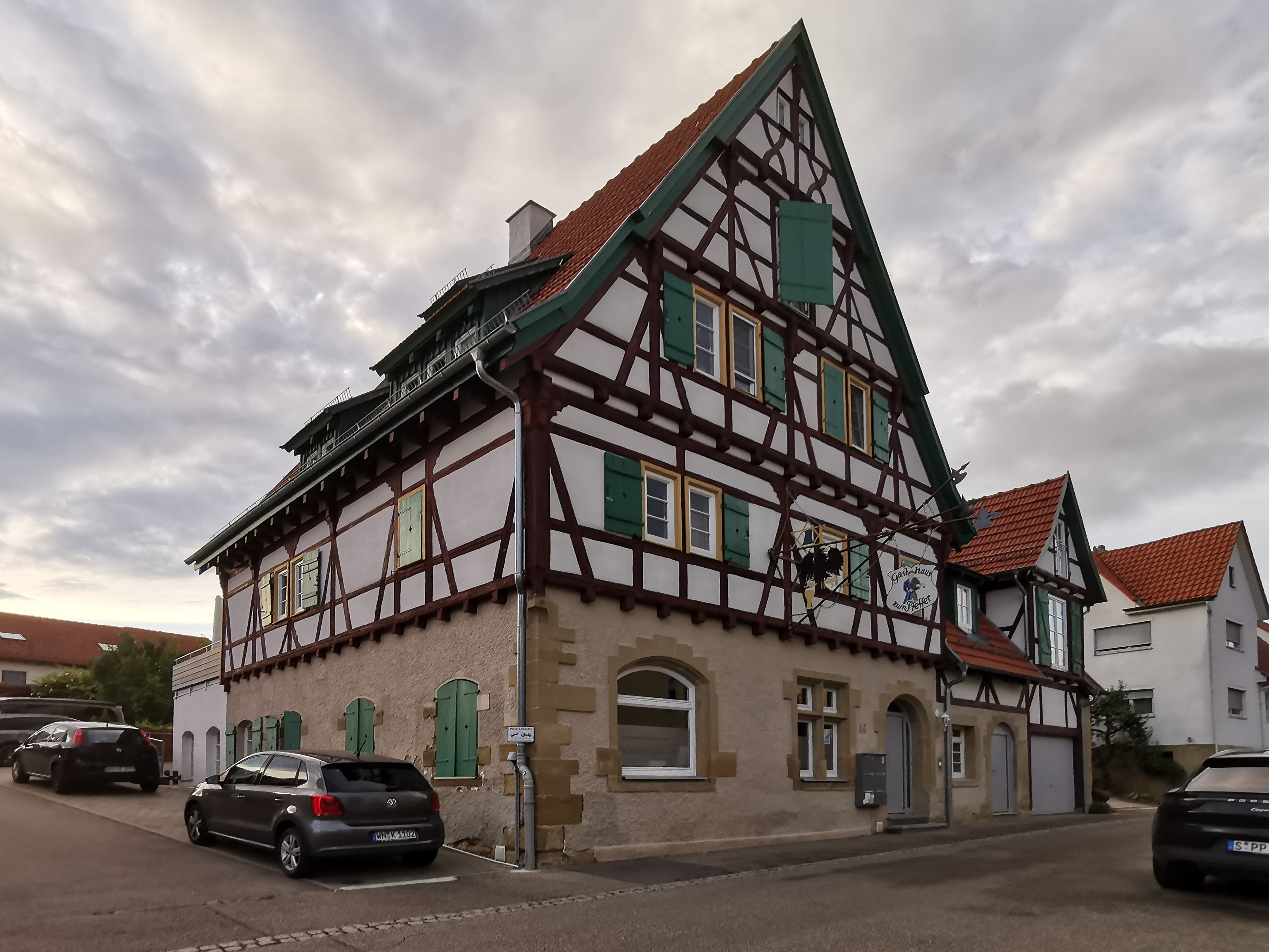
Ehemaliges Gasthaus "Zum Pfeffer"

- 1902: Gasthaus „Zum Pfeffer“ in Stetten im Remstal, Pommerstraße 44[10]
- 1904: Villa mit Nebengebäuden zum Eigengebrauch in Esslingen, Berkheimer Straße 32/34 (1904)
- um 1904: zehn Villen in Esslingen, Berkheimer Straße 36–52
- 1906: Villa in Esslingen, Landolinsteige 3, genannt Haus „Burgfried“
- 1906–1908: Villa für Robert Vollmöller in Beilstein, genannt Unteres Schloss[11]

## Gebäude, an denen er gearbeitet hat
- Bebenhäuser Pfleghof (Fassadengestaltung) (Esslingen), 1904[12]
- Burg Hohenbeilstein (Beilstein)
- Franziskanerkirche (Esslingen am Neckar)
- Parlamentsgebäude (Peking)
- Speyrer Zehnthof (Kessler Sekt GmbH & Co. KG / 1904 / Esslingen am Neckar)